# Maciej Szczepański
Maciej Marian Szczepański (ur. 7 lipca 1928 w Sosnowcu, zm. 17 grudnia 2015 w Warszawie) – polski publicysta i dziennikarz, działacz PZPR, w latach 1972–1980 przewodniczący Komitetu ds. Radia i Telewizji.

## Życiorys
Syn Aleksandra i Marii. W 1951 na Uniwersytecie Jagiellońskim otrzymał absolutorium z filologii polskiej, a także dyplom ukończenia studiów II stopnia na Wydziale Dziennikarstwa oraz dyplom ukończenia Szkoły Nauk Politycznych. W 1948 wstąpił do ZAMP na UJ. W 1953 został członkiem Polskiej Zjednoczonej Partii Robotniczej.
Od 1951 do 1955 był sekretarzem redakcji w „Nowinach Rzeszowskich”, a w latach 1955–1960 zastępcą redaktora naczelnego rozgłośni Polskiego Radia w Katowicach. Od 1960 do 1966 sprawował funkcję kierownika Wydziału Propagandy i Agitacji Komitetu Wojewódzkiego PZPR w Katowicach, zasiadał też w jego plenum i egzekutywie. W latach 1966–1972 był redaktorem naczelnym „Trybuny Robotniczej”, śląskiego dziennika i zarazem organu KW PZPR w Katowicach, która pod jego kierownictwem stała się wielkonakładowym dziennikiem o znaczeniu ogólnopolskim. Od 16 listopada 1968 był zastępcą członka, a od 12 grudnia 1975 członkiem Komitetu Centralnego PZPR, z którego został usunięty 6 października 1980. W latach 70. był także członkiem Rady Redakcyjnej organu teoretycznego i politycznego KC PZPR „Nowe Drogi”.
W latach 1969–1984 pełnił mandat posła na Sejm PRL V, VI, VII i VIII kadencji (pod koniec był posłem bezpartyjnym). Został pozbawiony mandatu poselskiego 19 października 1984. Reprezentował za każdym razem okręg Rybnik.
Od października 1972 do sierpnia 1980 był przewodniczącym Komitetu ds. Radia i Telewizji. Rozbudował bazę techniczną Telewizji Polskiej, która dzięki niemu nie odbiegała poziomem wyposażenia od przeciętnej europejskiej. 11 sierpnia 1980 został odwołany ze stanowiska prezesa TVP, a w 1981 został postawiony przed sądem za przyjęcie w latach 70. łapówek w wysokości 1,5 mln zł oraz zabór mienia Radiokomitetu na sumę ok. 3,5 mln zł. Po dwuletnim procesie, 13 stycznia 1984 został skazany na osiem lat więzienia, z którego zwolniony został jednak po czterech latach ze względu na zły stan zdrowia.
Zmarł 17 grudnia 2015 w Warszawie. Pochowany 23 grudnia 2015 na cmentarzu sosnowieckiej parafii św. Tomasza Apostoła w będzińskim Małobądzu. Pogrzeb miał charakter katolicki.

## Kontrowersje
Był postacią kontrowersyjną, konsekwentnie realizował politykę propagandy sukcesu Edwarda Gierka, której był współtwórcą. W trakcie pielgrzymki do Polski papieża Jana Pawła II starał się pomniejszyć jej znaczenie poprzez wydanie polecenia kamerzystom „kamery na klechę”, tak aby nie pokazywano w telewizji faktycznej liczby osób, które uczestniczyły w spotkaniach i nabożeństwach z papieżem. Aczkolwiek kierując transmisją telewizyjną, stanowczo odmówił wykonania polecenia Stanisława Kani wyłączenia głosu papieskiego na wizji i na całym Placu Zwycięstwa po tym, kiedy Jan Paweł II w homilii, nawiązując do zniszczenia Warszawy, powiedział o pomocy, której Warszawa próżno oczekiwała z drugiej strony Wisły. Następnie niezwłocznie poinformował telefonicznie o tym Edwarda Gierka, który go pochwalił za ową decyzję. Jednocześnie wykorzystał pielgrzymkę jako pretekst, by – po uzyskaniu odpowiedniej zgody władz politycznych – całkowicie zmodernizować bazę techniczną TVP, dzięki czemu osiągnęła ona dobry poziom europejski.
Głośnym echem odbiło się odsunięcie Joanny Rostockiej od prowadzenia Wielkiej gry, ponieważ rzekomo podczas programu miała na szyi zawieszony krzyżyk.
Ze względu na fakt, że był szefem niezwykle wymagającym, często w stosunku do podległego personelu bezwzględnym i brutalnym, nazywano go w środowisku „Krwawym Maćkiem”.

## Odznaczenia
- Order Sztandaru Pracy II klasy
- Krzyż Komandorski z Gwiazdą Orderu Odrodzenia Polski (1978)[10]
- Krzyż Komandorski Orderu Odrodzenia Polski
- Krzyż Kawalerski Orderu Odrodzenia Polski (1964)[11]
- Złoty Krzyż Zasługi
- Medal 30-lecia Polski Ludowej
- Medal „Za zasługi dla obronności kraju”
- Złota Odznaka Trybuny Robotniczej (1972)[12]
- Odznaka „Za zasługi dla rozwoju prasy polskiej i Stowarzyszenia Dziennikarzy Polskich” (1974)[13]
- Złota odznaka „Za zasługi dla województwa warszawskiego” (1971)[14]
- inne odznaczenia i wyróżnienia